# رفح
رَفَح مرکز استان رفح در نوار غزه است که در مجاورت مصر قرار دارد. گذرگاه رفح دسترسی جنوبی نوار غزه با مصر است.
در رفح تونل‌های زیرزمینی وجود دارند که توسط ساکنان نوار غزه برای رفت و آمد به مصر حفر شده‌اند. از این تونل‌ها به خصوص برای تهیه وسایل زندگی و نظامی از مصر استفاده می‌شود.

## گذرگاه رفح
گذرگاه رفح به مرز میان غزه و مصر گفته می‌شود. دولت مصر، گذرگاه رفح را در سال ۲۰۰۷ زمانی که حماس کنترل غزه را به‌دست گرفت بست. دولت مصر در توجیه باز نکردن مرز رفح تأکید کرد که بازگشایی این نقطهٔ مرزی ضمن آنکه سبب هجوم غیرنظامیان فلسطینی به صحرای سینا و خالی شدن نوار غزه از سکنه و در نتیجه باز شدن دست ارتش اسرائیل برای نابودی تمام اهداف مورد نظر خود می‌شود، در عمل نیز مسئولیت‌های مربوط به اسرائیل در برابر ساکنان نوار غزه را به مصر منتقل می‌کند.
تحلیلگران روزنامه یواس‌ای تودی آمریکا معتقدند یکی از دلایل مخالفت اسرائیل با بازگشایی گذرگاه‌های نوار غزه بیم اسرائیل از محبوبیت حماس و دیگر گروه‌های مبارز فلسطینی نزد اهالی غزه و فراموشی خاطرات تلخ جنگ غزه است.

## جمعیت بعد از جنگ غزه
اما بعد از آغاز جنگ اسرائیل علیه گروه حماس در اکتبر ۲۰۲۳ و درحالی که بیش از ۴ ماه از این جنگ می‌گذشت، سازمان ملل متحد اعلام کرد که با ورود آوارگان فلسطینی از سراسر غزه به رفح، این منطقه تبدیل به یکی از پرجمعیت‌ترین مکان‌های دنیا شده است. درحال حاضر حدود ۱٫۴ میلیون آواره در رفح هستند که برخی از آنها ۶ بار به دلیل حملات اسرائیل آواره شده‌اند.
بنابراین جمعیت رفح بعد از جنگ ۵ برابر شده و این آوارگان در شرایط بسیار اسف‌باری زندگی می‌کنند.